# Melandrya flavipennis
Melandrya flavipennis is een keversoort uit de familie zwamspartelkevers (Melandryidae). De wetenschappelijke naam van de soort werd in 1955 gepubliceerd door Takehiko Nakane & Hayashi.